# The Ranchman's Debt of Honor
Pour plus de détails, voir Fiche technique et Distribution.
The Ranchman's Debt of Honor est un film muet américain réalisé par Gaston Méliès, sorti en 1911.

## Fiche technique
- Réalisateur et producteur : Gaston Méliès
- Sociétés de production :  Star Film
- Format : Muet - Noir et blanc - 1,33:1 - 35 mm
- Pays d'origine : USA
- Genre : western
- Date de sortie : 28 décembre 1911

## Distribution
- Henry Stanley : Pete
- Mildred Bracken : Mary Hawley